# Amyda
Amyda là một chi ba ba trong họ Trionychidae. Chi này gồm các loài sau:
- Amyda cartilaginea - Ba ba Nam Bộ
- Amyda gregaria †

†: tuyệt chủng

## Hình ảnh

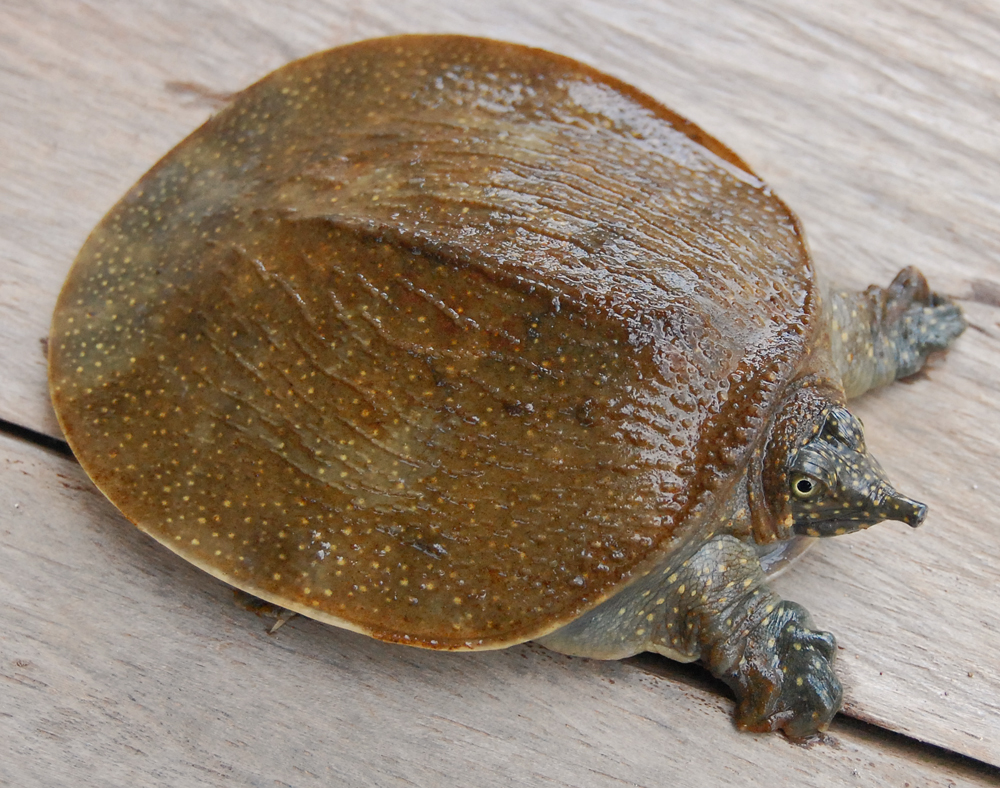
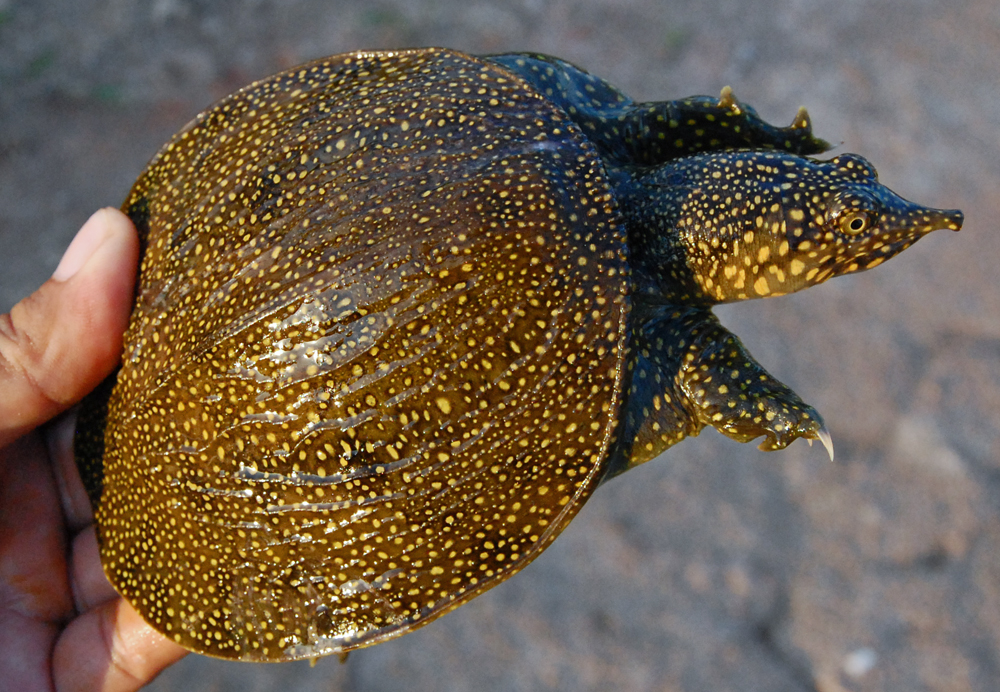